# Losartan
Losartan, được bán với cái tên thương mại Cozaar cùng một số tên khác, là một loại thuốc chủ yếu được sử dụng để điều trị bệnh huyết áp cao. Các ứng dụng của thuốc khác có thể kể đến như bệnh thận tiểu đường, suy tim và mở rộng tâm thất trái. Thuốc được dùng dưới dạng uống. Nó cũng có thể được sử dụng cùng với các thuốc điều trị huyết áp khác. Thời gian sử dụng có thể dài đến sáu tuần để có được đầy đủ công hiệu.
Các tác dụng phụ thường gặp bao gồm đau cơ, nghẹt mũi, ho và kali máu cao. Tác dụng phụ nghiêm trọng có thể bao gồm phù mạch, huyết áp thấp và các vấn đề về thận. Sử dụng thuốc trong khi mang thai có thể gây hại cho em bé. Thuốc không được khuyến cáo sử dụng trong giai đoạn cho con bú. Chúng được phân loại là thuộc nhóm thuốc đối kháng thụ thể angiotensin II và hoạt động bằng cách ngăn chặn hoạt động của hormone angiotensin II.
Losartan đã được chấp thuận cho sử dụng y tế tại Hoa Kỳ vào năm 1995. Nó nằm trong danh sách các loại thuốc thiết yếu của Tổ chức Y tế Thế giới, tức là nhóm các thuốc hiệu quả và an toàn nhất cần thiết trong một hệ thống y tế. Chúng có sẵn như là một loại thuốc gốc. Chi phí bán buôn ở các nước đang phát triển là khoảng 0,28 USD đến 3,45 USD mỗi tháng tính đến năm 2015. Tại Hoa Kỳ, tính đến năm 2017, chi phí bán buôn của một liều điển hình là 1,13 USD mỗi tháng. Một phiên bản kết hợp với hydrochlorothiazide cũng có sẵn.